# Progomphus polygonus
Progomphus polygonus är en trollsländeart som beskrevs av Selys 1879. Progomphus polygonus ingår i släktet Progomphus och familjen flodtrollsländor. Inga underarter finns listade i Catalogue of Life.